# Fosa
Fosa (znanstveno ime Cryptoprocta ferox) je vitek, dolgorep, mački podoben sesalec, ki je endemit Madagaskarja. Spada v družino zveri Eupleridae.
Fosa je največji mesojedec od sesalcev na Madagaskarju in ga primerjajo z majhno pumo, saj je konvergentno razvila številne mačjim podobne lastnosti. Odrasli imajo dolžino glave in telesa 70–80 cm  in tehtajo med 5,5 in 8,6 kg, pri čemer so samci večji od samic. Ima napol zložljive kremplje (kar pomeni, da lahko kremplje iztegne, vendar ne umakne v celoti) in gibljive gležnje, ki mu omogočajo, da pleza gor in dol po drevesih z glavo naprej, podpira pa tudi skakanje z drevesa na drevo. Večji sorodnik te vrste, Cryptoprocta spelea, je verjetno izumrl pred letom 1400.
Vrsta je zelo razširjena, čeprav je gostota populacije običajno majhna. Najdemo ga izključno v gozdnatem habitatu in aktivno lovi tako podnevi kot ponoči. Več kot 50 % njene prehrane sestavljajo lemurji, endemični primati, ki jih najdemo na otoku; kot plen so dokumentirani tudi tenreki, glodavci, kuščarji, ptice in druge živali. Parjenje običajno poteka na drevesih na vodoravnih vejah in lahko traja več ur. Legla obsegajo od enega do šest mladičev, ki se rodijo altricialno (slepi in brez zob). Mladiči se odstavijo po 4,5 mesecih in so samostojni po enem letu. Spolno zrelost nastopi pri starosti treh do štirih let, pričakovana življenjska doba v ujetništvu pa je 20 let. Fosa je na Rdečem seznamu IUCN navedena kot ranljiva vrsta. Malgaški ljudje se jo na splošno bojijo in je pogosto zaščitena z njihovim tabujem. Največja grožnja fosi je uničenje habitata.
Njena taksonomska klasifikacija je bila sporna, ker so njene fizične lastnosti podobne mačjim, druge lastnosti pa kažejo na tesno povezavo z viverridi. Njena razvrstitev, skupaj s klasifikacijo drugih malgaških mesojedcev, je vplivala na hipoteze o tem, kolikokrat so mesojedci sesalci kolonizirali Madagaskar. Z genetskimi študijami, ki dokazujejo, da so fosa in vsi drugi madagaskarski mesojedci med seboj najtesneje povezani in tvorijo klas, priznan kot družina Eupleridae, se zdaj domneva, da so mesojedci enkrat kolonizirali otok, pred približno 18–20 milijoni let.

## Etimologija
Rodovno ime Cryptoprocta se nanaša na to, kako je živalski zadnjik skrit z analno vrečko, iz starogrških besed crypto - 'skrit' in procta 'anus'. Ime vrste ferox je latinski pridevnik 'hud' ali 'divji'. Njegovo domače ime izvira iz besede fosa, ki se izgovarja v malgaščini [ˈfusə̥] (v malgaščini, avstronezijskem jeziku) in nekateri avtorji so prevzeli malgaško črkovanje. Beseda je podobna posa (kar pomeni 'mačka') v jeziku Iban (še en avstronezijski jezik) z Bornea, oba izraza pa morda izhajata iz trgovskih jezikov iz 16. stoletja. Vendar alternativna etimologija nakazuje povezavo z drugo besedo, ki prihaja iz malajščine: pusa se nanaša na malajsko podlasico (Mustela nudipes). Malajska beseda pusa bi lahko postala posa za mačke na Borneu, medtem ko bi na Madagaskarju beseda lahko postala fosa in se nanašala na foso.

## Taksonomija
Foso je uradno opisal Edward Turner Bennett na podlagi vzorca z Madagaskarja, ki ga je leta 1833 poslal Charles Telfair. Domače ime je enako rodovnemu imenu madagaskarske cibetovke (Fossa fossana), vendar sta različni vrsti. Zaradi skupnih fizičnih lastnosti z viverridi, manguste in Felidae je bila njegova razvrstitev sporna. Bennett je foso prvotno uvrstil kot vrsto cibetovke v družino Viverridae, klasifikacija, ki je dolgo ostala priljubljena med taksonomisti. Zaradi kompaktnega možganskega ohišja, velikih očesnih votlin, zložljivih krempljev in posebnega mesojedega zobovja so ga nekateri taksonomisti povezali z mačkami. Leta 1939 sta William King Gregory in Milo Hellman foso uvrstila v lastno poddružino znotraj Felidae, Cryptoproctinae. George Gaylord Simpson jo je postavil nazaj v Viverridae leta 1945, še vedno znotraj lastne poddružine, vendar je priznal, da ima veliko mačjih lastnosti.
Leta 1993 sta Géraldine Veron in François Catzeflis objavila študijo hibridizacije DNK, ki je pokazala, da je fosa tesneje povezana z mangustami (družina Herpestidae) kot z mačkami ali cibetovkami. Leta 1995 pa ga je Veronova morfološka študija ponovno združila s Felidae. Leta 2003 so molekularne filogenetske študije z uporabo jedrskih in mitohondrijskih genov Anne Yoder in sodelavcev pokazale, da imajo vse avtohtone madagaskarske mesojedke skupno poreklo, ki izključuje druge mesojedce (kar pomeni, da tvorijo klad, zaradi česar so monofiletne) in so najtesneje povezane z azijskimi in afriškimi Herpestidae. Da bi odražali te odnose, so vse malgaške mesojedke zdaj uvrščene v eno družino, Eupleridae. Znotraj Eupleridae je fosa uvrščena v poddružino Euplerinae skupaj s falanukom (Eupleres goudoti) in madagaskarsko cibetovko, vendar so njeni natančni odnosi slabo pojasnjeni.
Izumrli sorodnik fose je bil opisan leta 1902 iz subfosilnih ostankov in priznan kot ločena vrsta, Cryptoprocta spelea, leta 1935. Ta vrsta je bila večja od žive fose (z oceno telesne mase približno dvakrat večjo), sicer pa podobna. Po vsem Madagaskarju ljudje razlikujejo dve vrsti fos – veliko fosa mainty ('črna fosa') in manjšo fosa mena ('fosa fosa') — na jugozahodu pa so poročali o beli obliki. Ni jasno, ali je to zgolj folklora ali individualna variacija - povezana s spolom, starostjo ali primeri melanizma in levcizma - ali pa res obstaja več kot ena vrsta živih fos.
|  | Hyaenidae (hijene)                                                        |
|  |                                                                           |
|  | \| \| Herpestidae (manguste) \| \| \| \| \| \| Predloga:Klade \| \| \| \| |
|  |                                                                           |
|  | Herpestidae (manguste)                                                    |
|  |                                                                           |
|  | Predloga:Klade                                                            |
|  |                                                                           |

|  | Herpestidae (manguste) |
|  |                        |
|  | Predloga:Klade         |
|  |                        |

|  | Hyaenidae (hijene)                                                        |
|  |                                                                           |
|  | \| \| Herpestidae (manguste) \| \| \| \| \| \| Predloga:Klade \| \| \| \| |
|  |                                                                           |
|  | Herpestidae (manguste)                                                    |
|  |                                                                           |
|  | Predloga:Klade                                                            |
|  |                                                                           |

|  | Herpestidae (manguste) |
|  |                        |
|  | Predloga:Klade         |
|  |                        |

|  | Hyaenidae (hijene)                                                        |
|  |                                                                           |
|  | \| \| Herpestidae (manguste) \| \| \| \| \| \| Predloga:Klade \| \| \| \| |
|  |                                                                           |
|  | Herpestidae (manguste)                                                    |
|  |                                                                           |
|  | Predloga:Klade                                                            |
|  |                                                                           |

|  | Herpestidae (manguste) |
|  |                        |
|  | Predloga:Klade         |
|  |                        |

|  | Hyaenidae (hijene)                                                        |
|  |                                                                           |
|  | \| \| Herpestidae (manguste) \| \| \| \| \| \| Predloga:Klade \| \| \| \| |
|  |                                                                           |
|  | Herpestidae (manguste)                                                    |
|  |                                                                           |
|  | Predloga:Klade                                                            |
|  |                                                                           |

|  | Herpestidae (manguste) |
|  |                        |
|  | Predloga:Klade         |
|  |                        |

|  | Hyaenidae (hijene)                                                        |
|  |                                                                           |
|  | \| \| Herpestidae (manguste) \| \| \| \| \| \| Predloga:Klade \| \| \| \| |
|  |                                                                           |
|  | Herpestidae (manguste)                                                    |
|  |                                                                           |
|  | Predloga:Klade                                                            |
|  |                                                                           |

|  | Herpestidae (manguste) |
|  |                        |
|  | Predloga:Klade         |
|  |                        |

|  | Hyaenidae (hijene)                                                        |
|  |                                                                           |
|  | \| \| Herpestidae (manguste) \| \| \| \| \| \| Predloga:Klade \| \| \| \| |
|  |                                                                           |
|  | Herpestidae (manguste)                                                    |
|  |                                                                           |
|  | Predloga:Klade                                                            |
|  |                                                                           |

|  | Herpestidae (manguste) |
|  |                        |
|  | Predloga:Klade         |
|  |                        |

|  | Hyaenidae (hijene)                                                        |
|  |                                                                           |
|  | \| \| Herpestidae (manguste) \| \| \| \| \| \| Predloga:Klade \| \| \| \| |
|  |                                                                           |
|  | Herpestidae (manguste)                                                    |
|  |                                                                           |
|  | Predloga:Klade                                                            |
|  |                                                                           |

|  | Herpestidae (manguste) |
|  |                        |
|  | Predloga:Klade         |
|  |                        |

|  | Hyaenidae (hijene)                                                        |
|  |                                                                           |
|  | \| \| Herpestidae (manguste) \| \| \| \| \| \| Predloga:Klade \| \| \| \| |
|  |                                                                           |
|  | Herpestidae (manguste)                                                    |
|  |                                                                           |
|  | Predloga:Klade                                                            |
|  |                                                                           |

|  | Herpestidae (manguste) |
|  |                        |
|  | Predloga:Klade         |
|  |                        |

|  | Hyaenidae (hijene)                                                        |
|  |                                                                           |
|  | \| \| Herpestidae (manguste) \| \| \| \| \| \| Predloga:Klade \| \| \| \| |
|  |                                                                           |
|  | Herpestidae (manguste)                                                    |
|  |                                                                           |
|  | Predloga:Klade                                                            |
|  |                                                                           |

|  | Herpestidae (manguste) |
|  |                        |
|  | Predloga:Klade         |
|  |                        |

|  | Hyaenidae (hijene)                                                        |
|  |                                                                           |
|  | \| \| Herpestidae (manguste) \| \| \| \| \| \| Predloga:Klade \| \| \| \| |
|  |                                                                           |
|  | Herpestidae (manguste)                                                    |
|  |                                                                           |
|  | Predloga:Klade                                                            |
|  |                                                                           |

|  | Herpestidae (manguste) |
|  |                        |
|  | Predloga:Klade         |
|  |                        |

|  | Hyaenidae (hijene)                                                        |
|  |                                                                           |
|  | \| \| Herpestidae (manguste) \| \| \| \| \| \| Predloga:Klade \| \| \| \| |
|  |                                                                           |
|  | Herpestidae (manguste)                                                    |
|  |                                                                           |
|  | Predloga:Klade                                                            |
|  |                                                                           |

|  | Herpestidae (manguste) |
|  |                        |
|  | Predloga:Klade         |
|  |                        |

|  | Hyaenidae (hijene)                                                        |
|  |                                                                           |
|  | \| \| Herpestidae (manguste) \| \| \| \| \| \| Predloga:Klade \| \| \| \| |
|  |                                                                           |
|  | Herpestidae (manguste)                                                    |
|  |                                                                           |
|  | Predloga:Klade                                                            |
|  |                                                                           |

|  | Herpestidae (manguste) |
|  |                        |
|  | Predloga:Klade         |
|  |                        |

|  | Hyaenidae (hijene)                                                        |
|  |                                                                           |
|  | \| \| Herpestidae (manguste) \| \| \| \| \| \| Predloga:Klade \| \| \| \| |
|  |                                                                           |
|  | Herpestidae (manguste)                                                    |
|  |                                                                           |
|  | Predloga:Klade                                                            |
|  |                                                                           |

|  | Herpestidae (manguste) |
|  |                        |
|  | Predloga:Klade         |
|  |                        |

|  | Hyaenidae (hijene)                                                        |
|  |                                                                           |
|  | \| \| Herpestidae (manguste) \| \| \| \| \| \| Predloga:Klade \| \| \| \| |
|  |                                                                           |
|  | Herpestidae (manguste)                                                    |
|  |                                                                           |
|  | Predloga:Klade                                                            |
|  |                                                                           |

|  | Herpestidae (manguste) |
|  |                        |
|  | Predloga:Klade         |
|  |                        |

|  | Hyaenidae (hijene)                                                        |
|  |                                                                           |
|  | \| \| Herpestidae (manguste) \| \| \| \| \| \| Predloga:Klade \| \| \| \| |
|  |                                                                           |
|  | Herpestidae (manguste)                                                    |
|  |                                                                           |
|  | Predloga:Klade                                                            |
|  |                                                                           |

|  | Herpestidae (manguste) |
|  |                        |
|  | Predloga:Klade         |
|  |                        |

|  | Hyaenidae (hijene)                                                        |
|  |                                                                           |
|  | \| \| Herpestidae (manguste) \| \| \| \| \| \| Predloga:Klade \| \| \| \| |
|  |                                                                           |
|  | Herpestidae (manguste)                                                    |
|  |                                                                           |
|  | Predloga:Klade                                                            |
|  |                                                                           |

|  | Herpestidae (manguste) |
|  |                        |
|  | Predloga:Klade         |
|  |                        |

| Cryptoprocta | \| \| C. ferox (Fosa) \| \| \| \| \| \| †C. spelea (orjaška fosa) \| \| \| \| |
|              | \| \| C. ferox (Fosa) \| \| \| \| \| \| †C. spelea (orjaška fosa) \| \| \| \| |
|              | Fosa (Malgaška cibetovka)                                                     |
|              |                                                                               |
|              | C. ferox (Fosa)                                                               |
|              |                                                                               |
|              | †C. spelea (orjaška fosa)                                                     |
|              |                                                                               |

|  | C. ferox (Fosa)           |
|  |                           |
|  | †C. spelea (orjaška fosa) |
|  |                           |

|  | Galidictis                                                                       |
|  |                                                                                  |
|  | \| \| Salanoia \| \| \| \| \| \| Mungotictis (ozkoprogasta vontsira) \| \| \| \| |
|  |                                                                                  |
|  | Salanoia                                                                         |
|  |                                                                                  |
|  | Mungotictis (ozkoprogasta vontsira)                                              |
|  |                                                                                  |

|  | Salanoia                            |
|  |                                     |
|  | Mungotictis (ozkoprogasta vontsira) |
|  |                                     |

|  | Galidictis                                                                       |
|  |                                                                                  |
|  | \| \| Salanoia \| \| \| \| \| \| Mungotictis (ozkoprogasta vontsira) \| \| \| \| |
|  |                                                                                  |
|  | Salanoia                                                                         |
|  |                                                                                  |
|  | Mungotictis (ozkoprogasta vontsira)                                              |
|  |                                                                                  |

|  | Salanoia                            |
|  |                                     |
|  | Mungotictis (ozkoprogasta vontsira) |
|  |                                     |

| Cryptoprocta | \| \| C. ferox (Fosa) \| \| \| \| \| \| †C. spelea (orjaška fosa) \| \| \| \| |
|              | \| \| C. ferox (Fosa) \| \| \| \| \| \| †C. spelea (orjaška fosa) \| \| \| \| |
|              | Fosa (Malgaška cibetovka)                                                     |
|              |                                                                               |
|              | C. ferox (Fosa)                                                               |
|              |                                                                               |
|              | †C. spelea (orjaška fosa)                                                     |
|              |                                                                               |

|  | C. ferox (Fosa)           |
|  |                           |
|  | †C. spelea (orjaška fosa) |
|  |                           |

|  | Galidictis                                                                       |
|  |                                                                                  |
|  | \| \| Salanoia \| \| \| \| \| \| Mungotictis (ozkoprogasta vontsira) \| \| \| \| |
|  |                                                                                  |
|  | Salanoia                                                                         |
|  |                                                                                  |
|  | Mungotictis (ozkoprogasta vontsira)                                              |
|  |                                                                                  |

|  | Salanoia                            |
|  |                                     |
|  | Mungotictis (ozkoprogasta vontsira) |
|  |                                     |

|  | Galidictis                                                                       |
|  |                                                                                  |
|  | \| \| Salanoia \| \| \| \| \| \| Mungotictis (ozkoprogasta vontsira) \| \| \| \| |
|  |                                                                                  |
|  | Salanoia                                                                         |
|  |                                                                                  |
|  | Mungotictis (ozkoprogasta vontsira)                                              |
|  |                                                                                  |

|  | Salanoia                            |
|  |                                     |
|  | Mungotictis (ozkoprogasta vontsira) |
|  |                                     |

| Cryptoprocta | \| \| C. ferox (Fosa) \| \| \| \| \| \| †C. spelea (orjaška fosa) \| \| \| \| |
|              | \| \| C. ferox (Fosa) \| \| \| \| \| \| †C. spelea (orjaška fosa) \| \| \| \| |
|              | Fosa (Malgaška cibetovka)                                                     |
|              |                                                                               |
|              | C. ferox (Fosa)                                                               |
|              |                                                                               |
|              | †C. spelea (orjaška fosa)                                                     |
|              |                                                                               |

|  | C. ferox (Fosa)           |
|  |                           |
|  | †C. spelea (orjaška fosa) |
|  |                           |

|  | Galidictis                                                                       |
|  |                                                                                  |
|  | \| \| Salanoia \| \| \| \| \| \| Mungotictis (ozkoprogasta vontsira) \| \| \| \| |
|  |                                                                                  |
|  | Salanoia                                                                         |
|  |                                                                                  |
|  | Mungotictis (ozkoprogasta vontsira)                                              |
|  |                                                                                  |

|  | Salanoia                            |
|  |                                     |
|  | Mungotictis (ozkoprogasta vontsira) |
|  |                                     |

|  | Galidictis                                                                       |
|  |                                                                                  |
|  | \| \| Salanoia \| \| \| \| \| \| Mungotictis (ozkoprogasta vontsira) \| \| \| \| |
|  |                                                                                  |
|  | Salanoia                                                                         |
|  |                                                                                  |
|  | Mungotictis (ozkoprogasta vontsira)                                              |
|  |                                                                                  |

|  | Salanoia                            |
|  |                                     |
|  | Mungotictis (ozkoprogasta vontsira) |
|  |                                     |

| Cryptoprocta | \| \| C. ferox (Fosa) \| \| \| \| \| \| †C. spelea (orjaška fosa) \| \| \| \| |
|              | \| \| C. ferox (Fosa) \| \| \| \| \| \| †C. spelea (orjaška fosa) \| \| \| \| |
|              | Fosa (Malgaška cibetovka)                                                     |
|              |                                                                               |
|              | C. ferox (Fosa)                                                               |
|              |                                                                               |
|              | †C. spelea (orjaška fosa)                                                     |
|              |                                                                               |

|  | C. ferox (Fosa)           |
|  |                           |
|  | †C. spelea (orjaška fosa) |
|  |                           |

|  | Galidictis                                                                       |
|  |                                                                                  |
|  | \| \| Salanoia \| \| \| \| \| \| Mungotictis (ozkoprogasta vontsira) \| \| \| \| |
|  |                                                                                  |
|  | Salanoia                                                                         |
|  |                                                                                  |
|  | Mungotictis (ozkoprogasta vontsira)                                              |
|  |                                                                                  |

|  | Salanoia                            |
|  |                                     |
|  | Mungotictis (ozkoprogasta vontsira) |
|  |                                     |

|  | Galidictis                                                                       |
|  |                                                                                  |
|  | \| \| Salanoia \| \| \| \| \| \| Mungotictis (ozkoprogasta vontsira) \| \| \| \| |
|  |                                                                                  |
|  | Salanoia                                                                         |
|  |                                                                                  |
|  | Mungotictis (ozkoprogasta vontsira)                                              |
|  |                                                                                  |

|  | Salanoia                            |
|  |                                     |
|  | Mungotictis (ozkoprogasta vontsira) |
|  |                                     |

| Cryptoprocta | \| \| C. ferox (Fosa) \| \| \| \| \| \| †C. spelea (orjaška fosa) \| \| \| \| |
|              | \| \| C. ferox (Fosa) \| \| \| \| \| \| †C. spelea (orjaška fosa) \| \| \| \| |
|              | Fosa (Malgaška cibetovka)                                                     |
|              |                                                                               |
|              | C. ferox (Fosa)                                                               |
|              |                                                                               |
|              | †C. spelea (orjaška fosa)                                                     |
|              |                                                                               |

|  | C. ferox (Fosa)           |
|  |                           |
|  | †C. spelea (orjaška fosa) |
|  |                           |

|  | Galidictis                                                                       |
|  |                                                                                  |
|  | \| \| Salanoia \| \| \| \| \| \| Mungotictis (ozkoprogasta vontsira) \| \| \| \| |
|  |                                                                                  |
|  | Salanoia                                                                         |
|  |                                                                                  |
|  | Mungotictis (ozkoprogasta vontsira)                                              |
|  |                                                                                  |

|  | Salanoia                            |
|  |                                     |
|  | Mungotictis (ozkoprogasta vontsira) |
|  |                                     |

|  | Galidictis                                                                       |
|  |                                                                                  |
|  | \| \| Salanoia \| \| \| \| \| \| Mungotictis (ozkoprogasta vontsira) \| \| \| \| |
|  |                                                                                  |
|  | Salanoia                                                                         |
|  |                                                                                  |
|  | Mungotictis (ozkoprogasta vontsira)                                              |
|  |                                                                                  |

|  | Salanoia                            |
|  |                                     |
|  | Mungotictis (ozkoprogasta vontsira) |
|  |                                     |

| Cryptoprocta | \| \| C. ferox (Fosa) \| \| \| \| \| \| †C. spelea (orjaška fosa) \| \| \| \| |
|              | \| \| C. ferox (Fosa) \| \| \| \| \| \| †C. spelea (orjaška fosa) \| \| \| \| |
|              | Fosa (Malgaška cibetovka)                                                     |
|              |                                                                               |
|              | C. ferox (Fosa)                                                               |
|              |                                                                               |
|              | †C. spelea (orjaška fosa)                                                     |
|              |                                                                               |

|  | C. ferox (Fosa)           |
|  |                           |
|  | †C. spelea (orjaška fosa) |
|  |                           |

|  | Galidictis                                                                       |
|  |                                                                                  |
|  | \| \| Salanoia \| \| \| \| \| \| Mungotictis (ozkoprogasta vontsira) \| \| \| \| |
|  |                                                                                  |
|  | Salanoia                                                                         |
|  |                                                                                  |
|  | Mungotictis (ozkoprogasta vontsira)                                              |
|  |                                                                                  |

|  | Salanoia                            |
|  |                                     |
|  | Mungotictis (ozkoprogasta vontsira) |
|  |                                     |

|  | Galidictis                                                                       |
|  |                                                                                  |
|  | \| \| Salanoia \| \| \| \| \| \| Mungotictis (ozkoprogasta vontsira) \| \| \| \| |
|  |                                                                                  |
|  | Salanoia                                                                         |
|  |                                                                                  |
|  | Mungotictis (ozkoprogasta vontsira)                                              |
|  |                                                                                  |

|  | Salanoia                            |
|  |                                     |
|  | Mungotictis (ozkoprogasta vontsira) |
|  |                                     |

| Cryptoprocta | \| \| C. ferox (Fosa) \| \| \| \| \| \| †C. spelea (orjaška fosa) \| \| \| \| |
|              | \| \| C. ferox (Fosa) \| \| \| \| \| \| †C. spelea (orjaška fosa) \| \| \| \| |
|              | Fosa (Malgaška cibetovka)                                                     |
|              |                                                                               |
|              | C. ferox (Fosa)                                                               |
|              |                                                                               |
|              | †C. spelea (orjaška fosa)                                                     |
|              |                                                                               |

|  | C. ferox (Fosa)           |
|  |                           |
|  | †C. spelea (orjaška fosa) |
|  |                           |

|  | Galidictis                                                                       |
|  |                                                                                  |
|  | \| \| Salanoia \| \| \| \| \| \| Mungotictis (ozkoprogasta vontsira) \| \| \| \| |
|  |                                                                                  |
|  | Salanoia                                                                         |
|  |                                                                                  |
|  | Mungotictis (ozkoprogasta vontsira)                                              |
|  |                                                                                  |

|  | Salanoia                            |
|  |                                     |
|  | Mungotictis (ozkoprogasta vontsira) |
|  |                                     |

|  | Galidictis                                                                       |
|  |                                                                                  |
|  | \| \| Salanoia \| \| \| \| \| \| Mungotictis (ozkoprogasta vontsira) \| \| \| \| |
|  |                                                                                  |
|  | Salanoia                                                                         |
|  |                                                                                  |
|  | Mungotictis (ozkoprogasta vontsira)                                              |
|  |                                                                                  |

|  | Salanoia                            |
|  |                                     |
|  | Mungotictis (ozkoprogasta vontsira) |
|  |                                     |

| Cryptoprocta | \| \| C. ferox (Fosa) \| \| \| \| \| \| †C. spelea (orjaška fosa) \| \| \| \| |
|              | \| \| C. ferox (Fosa) \| \| \| \| \| \| †C. spelea (orjaška fosa) \| \| \| \| |
|              | Fosa (Malgaška cibetovka)                                                     |
|              |                                                                               |
|              | C. ferox (Fosa)                                                               |
|              |                                                                               |
|              | †C. spelea (orjaška fosa)                                                     |
|              |                                                                               |

|  | C. ferox (Fosa)           |
|  |                           |
|  | †C. spelea (orjaška fosa) |
|  |                           |

|  | Galidictis                                                                       |
|  |                                                                                  |
|  | \| \| Salanoia \| \| \| \| \| \| Mungotictis (ozkoprogasta vontsira) \| \| \| \| |
|  |                                                                                  |
|  | Salanoia                                                                         |
|  |                                                                                  |
|  | Mungotictis (ozkoprogasta vontsira)                                              |
|  |                                                                                  |

|  | Salanoia                            |
|  |                                     |
|  | Mungotictis (ozkoprogasta vontsira) |
|  |                                     |

|  | Galidictis                                                                       |
|  |                                                                                  |
|  | \| \| Salanoia \| \| \| \| \| \| Mungotictis (ozkoprogasta vontsira) \| \| \| \| |
|  |                                                                                  |
|  | Salanoia                                                                         |
|  |                                                                                  |
|  | Mungotictis (ozkoprogasta vontsira)                                              |
|  |                                                                                  |

|  | Salanoia                            |
|  |                                     |
|  | Mungotictis (ozkoprogasta vontsira) |
|  |                                     |

## Opis
Fosa je videti kot pomanjšana oblika velike mačke, kot je puma, vendar z vitkim telesom in mišičastimi okončinami ter repom, dolgim skoraj tako kot preostanek telesa. Ima mangusti podobno glavo, relativno daljšo od mačje, čeprav ima širok in kratek gobec ter velika, a zaobljena ušesa. Ima srednje rjave oči, razmeroma široko narazen z zenicami, ki se skrčijo v reže. Tako kot mnoge mesojede živali, ki lovijo ponoči, tudi njene oči odbijajo svetlobo; odbita svetloba je oranžne barve. Dolžina glave in telesa je 70–80 cm, rep pa 65–70 cm. Obstaja nekaj spolnega dimorfizma, pri čemer so odrasli samci (tehtajo 6,2–8,6 kg) večji od samic (5,5–6,8 kg). Manjše posameznike običajno najdemo severno in vzhodno na Madagaskarju, večje pa južno in zahodno. Poročali so o nenavadno velikih posameznikih, težkih do 20 kg, vendar obstaja nekaj dvomov o zanesljivosti meritev. Fosa dobro voha, sliši in vidi. Je močna žival in bolezni so v fosah v ujetništvu redke.
Tako samci kot samice imajo kratko, ravno dlako, ki je relativno gosta in brez lis ali vzorcev. Oba spola sta na splošno rdečkasto rjava na hrbtu in obarvana umazano smetanasto na trebuhu. Ko so v teku, so lahko oranžno obarvane na trebuhu zaradi rdečkaste snovi, ki jo izloča prsna žleza, vendar tega vsi raziskovalci niso dosledno opazili. Rep je po navadi svetlejše barve kot boki. Mladiči so sivi ali skoraj beli.
Več telesnih lastnosti živali je prilagoditev na plezanje po drevesih. Svoj rep uporablja za pomoč pri ravnotežju in ima napol zložljive kremplje, s katerimi pleza po drevesih v iskanju plena. Ima semiplantigradna stopala, preklaplja med plantigradno hojo (ko je drevesna) in prstasto hojo (ko je kopenska). Podplati tac so skoraj goli in prekriti z močnimi blazinicami. Fosa ima zelo gibljive gležnje, ki ji omogočajo, da se zlahka oprime drevesnega debla, tako da pleza navzgor ali navzdol po drevesih z glavo naprej ali skoči na drugo drevo. Znano je, da mladiči v ujetništvu zanihajo z glavo navzdol z zadnjimi nogami iz zavozlanih vrvi.
Fosa ima več dišavnih žlez, čeprav so te pri samicah manj razvite. Tako kot herpestidi ima perianalno kožno žlezo znotraj analne vrečke, ki obdaja zadnjik kot žep. Žep se odpira navzven z vodoravno režo pod repom. Druge žleze se nahajajo v bližini penisa ali vagine, pri čemer žleze penisa oddajajo močan vonj. Tako kot herpestidi nima preskrotalnih žlez.

### Zunanja spolovila
Ena bolj nenavadnih telesnih značilnosti te vrste so zunanja spolovila. Fosa je edinstvena v svoji družini zaradi oblike svojih spolovil, ki imajo enake lastnosti kot mačke in hijene. Samec fose ima nenavadno dolg penis in bakulum (penisova kost),, ki segata do med sprednjimi nogami, ko je pokončen, s povprečno debelino 20 mm. Glavica sega približno do polovice stebla in je bodičasta, razen na konici. Za primerjavo, glavica mačk je kratka in bodičasta, medtem ko je glavica viverridov gladka in dolga.] Samica fose kaže prehodno maskulinizacijo, ki se začne pri približno 1-2 letih starosti, pri čemer se razvije povečan, bodičast klitoris, ki spominja na moški penis. Povečan klitoris podpira os clitoridis, ki se z rastjo živali zmanjšuje. Samice nimajo psevdo-skrotuma, vendar izločajo oranžno snov, ki obarva njihov spodnji del, podobno kot izločki samcev. Zdi se, da ravni hormonov (testosteron, androstenedion, dihidrotestosteron) ne igrajo vloge pri tej prehodni maskulinizaciji, saj so te ravni enake pri maskuliniziranih mladostnikih in nemaskuliniziranih odraslih. Špekulira se, da prehodna maskulinizacija bodisi zmanjša spolno nadlegovanje mladoletnih samic s strani odraslih samcev bodisi zmanjša agresijo teritorialnih samic. Medtem ko imajo samice drugih vrst sesalcev (kot je lisasta hijena) psevdopenis, nobena druga vrsta ni znana, da se z rastjo živali zmanjšajo.

### Primerjava s sorodnimi mesojedci
Na splošno ima fosa skupne značilnosti s tremi različnimi družinami mesojedcev, zaradi česar so raziskovalci njo in druge člane Eupleridae izmenično umestili v Herpestidae, Viverridae in Felidae. Značilnosti mačk so predvsem tiste, povezane s prehranjevanjem in prebavo, vključno z obliko zob in obraznimi deli lobanje, jezikom in prebavnim traktom, značilnimi za njihovo izključno mesojedo prehrano. Preostali del lobanje je najbolj podoben lobanjam iz rodu Viverra, medtem ko je splošna zgradba telesa najbolj podobna tistim pri različnih pripadnikih Herpestidae. Stalno zobovje je 
(zgornji 3.1.3-4.1  spodnji 3.1.3-4.1) (trije sekalci, en pasji, trije ali štirje premolarji in po en molar na vsaki strani zgornje in spodnje čeljusti), pri čemer je mlečna formula podobna, vendar brez četrtega predkočnika in molarja. Fosa ima velik, izrazit rinarium, podoben tistemu pri viverridih, vendar ima sorazmerno večja, okrogla ušesa, skoraj tako velika kot ušesa podobne velikosti. Njene obrazne vibrise (brki) so dolge, pri čemer so najdaljše daljše od glave. Tako kot nekateri rodovi mangust, zlasti Galidia (ki je zdaj v lastni družini fose, Eupleridae) in Herpestes (iz skupine Herpestidae), ima tudi karpalne vibrise. Njeni kremplji se umikajo, vendar za razliko od krempljev Felidae niso skriti v kožnih ovojih. Ima tri pare bradavic (eno dimeljsko, eno ventralno in eno prsno).

## Habitat in razširjenost
Fosa ima najbolj razširjeno geografsko območje med madagaskarskimi mesojedimi živalmi in jih na splošno najdemo v majhnem številu po celem otoku v preostalih predelih gozda, pri čemer imajo raje neokrnjene nemotene gozdne habitate. Srečamo ga tudi v nekaterih degradiranih gozdovih, vendar v manjšem številu. Čeprav foso najdemo v vseh znanih gozdnih habitatih po vsem Madagaskarju, vključno z zahodnimi suhimi listavci, vzhodnimi deževnimi gozdovi in južnimi bodičastimi gozdovi, jo pogosteje vidimo v vlažnih kot v suhih gozdovih. To je lahko zato, ker zmanjšana krošnja v suhih gozdovih daje manj sence, pa tudi zato, ker se zdi, da fosa lažje potuje v vlažnih gozdovih. Odsotna je na območjih z največjimi motnjami v habitatu in, kot večina favne Madagaskarja, na Centralni visoki planoti države.
Foso so našli na več različnih višinskih gradientih v nemotenih delih zavarovanih območij po Madagaskarju. V Réserve Naturelle Intégrale d'Andringitra so poročali o dokazih o fosi na štirih različnih lokacijah v razponu od 810 do 1625 m. Poročali so o največjem znanem pojavu na 2000 m; njena prisotnost visoko na masivu Andringitra je bila nato potrjena leta 1996. Podobno so poročali o dokazih o fosi na skrajnih nadmorskih višinah 440 m in 1875 m v narodnem parku Andohahela. Prisotnost fose na teh lokacijah kaže na njeno sposobnost prilagajanja različnim višinam, kar je skladno z njeno razširjenostjo v vseh tipih gozdov na Madagaskarju.

## Vedenje
Fosa je aktivna tako podnevi kot ponoči in velja za katemerno; največja aktivnost se lahko pojavi zgodaj zjutraj, pozno popoldne in pozno zvečer. Žival na splošno ne uporablja ponovno mest za spanje, vendar se samice z mladiči vrnejo v isti brlog. Domači obsegi fos samcev v gozdu Kirindy so veliki do 26 km², v primerjavi s 13 km² samic. Ta območja se prekrivajo – glede na podatke iz vzhodnih gozdov za približno 30 odstotkov –, vendar imajo samice običajno ločena območja. Domača območja rastejo v sušnem obdobju, morda zato, ker je na voljo manj hrane in vode. Na splošno fose z radijsko ovratnico prepotujejo med 2 in 5 kilometrov na dan, čeprav so v enem poročanem primeru opazili, da se fosa premakne po ravni črti 7 km v 16 urah. Zdi se, da je gostota populacije živali nizka: v gozdu Kirindy, kjer naj bi bila pogosta, je bila leta 1998 njena gostota ocenjena na eno žival na 4 km². Druga študija v istem gozdu med letoma 1994 in 1996 z uporabo metode označevanja in ponovnega ujetja je pokazala gostoto populacije ene živali na 3,8 km² in ene odrasle živali na 5,6 km².
Razen mater z mladiči in občasnih opazovanj parov samcev, so živali običajno najdene same, tako da se vrsta šteje za samotarsko. Publikacija iz leta 2009 pa je poročala o podrobnem opazovanju kooperativnega lova, pri katerem so trije samci 45 minut lovili 3 kg težkega sifaka (Propithecus verreauxi) in si nato razdelili plen. To vedenje je morda ostanek kooperativnega lova, ki bi bil potreben za ustrelitev večjih nedavno izumrlih lemurjev.
Fose komunicirajo z uporabo zvokov, vonjav in vizualnih signalov. Vokalizacija vključuje predenje, grozeč klic in klic strahu, sestavljen iz »ponavljajočih se glasnih, grobih vdihov in izdihov«. Dolg, visok jok lahko privabi druge fose. Samice med parjenjem mijavkajo, samci pa vzdihnejo, ko najdejo samico. Skozi vse leto živali puščajo dolgotrajne vonjave na skalah, drevesih in tleh z uporabo žlez v analnem predelu in na prsih. Komunicirajo tudi z izrazom obraza in telesa, vendar je pomen teh signalov negotov. Žival je agresivna le med parjenjem, predvsem samci pa se pogumno spopadejo. Po kratkem boju poraženec pobegne, zmagovalec pa mu sledi na kratki razdalji. V ujetništvu fose običajno niso agresivne in se včasih celo pustijo pobožati oskrbniku živalskega vrta, toda zlasti odrasli samci lahko poskušajo ugrizniti.

### Prehrana
Fosa je mesojedec, ki lovi majhne do srednje velike živali. Ena od osmih mesojedih vrst, endemičnih za Madagaskar, fosa je največji preživeli endemičen kopenski sesalec na otoku in edini plenilec, ki je sposoben pleniti odrasle osebe vseh obstoječih vrst lemurjev, od katerih lahko največji tehta tudi 90 % teže povprečne fose. Čeprav je prevladujoči plenilec lemurjev, poročila o njegovih prehranjevalnih navadah kažejo na široko paleto selektivnosti in specializacije plena glede na habitat in letni čas; prehrana se ne razlikuje glede na spol. Medtem ko se domneva, da je fosa specialist za lemurje v narodnem parku Ranomafana,  je njena prehrana bolj spremenljiva v drugih habitatih deževnega gozda.
Prehrano fos v divjini so preučevali z analizo njihovih značilnih iztrebkov, ki so podobni sivim valjem z zavitimi konci in merijo 10–14 cm v dolžino in 1,5–2,5 cm v debelino. Iztrebek, zbran in analiziran iz Andohahele in Andringitre, je vseboval snov lemurja in glodavce. Vzhodne populacije v Andringitri vključujejo najširšo zabeleženo paleto plena, vključno z vretenčarji in nevretenčarji. Zaužiti vretenčarji so segali od plazilcev do najrazličnejših ptic, vključno s podzemnimi in talnimi pticami, ter sesalcev, vključno z žužkojedi, glodavci in lemurji. Nevretenčarji, ki jih poje fosa v visokogorskem območju Andringitre, vključujejo žuželke in rake. Ena študija je pokazala, da vretenčarji predstavljajo 94 % prehrane fos, lemurji pa več kot 50 %, sledijo tenreki (9 %), kuščarji (9 %) in ptice (2 %). Semena, ki so predstavljala 5 % prehrane, so bila morda v želodcih pojedenih lemurjev ali pa so bila zaužita s sadjem, zaužitim za vodo, saj so bila semena pogostejša v želodcu v sušnem obdobju. Povprečna velikost plena se geografsko spreminja; v visokogorju Andringitra je samo 40 gramov, v nasprotju s 480 grami v vlažnih gozdovih in več kot 1000 gramov v suhih listnatih gozdovih. V študiji prehrane fosa v suhem listnatem gozdu zahodnega Madagaskarja je bilo več kot 90 % plena vretenčarjev in več kot 50 % lemurjev. Primarno prehrano je sestavljalo približno šest vrst lemurjev in dve ali tri vrste bodičastega tenreka, skupaj s kačami in malimi sesalci. Na splošno fosa pleni večje lemurje in glodavce, raje kot manjše.
Plen pridobijo z lovom na tleh ali na drevesih. V negnezditvenem obdobju fosa lovi posamezno, v gnezditvenem obdobju pa je mogoče opaziti lovske skupine, ki so lahko pari ali kasneje matere in mladiči. En član skupine se povzpne na drevo in lovi lemurje od drevesa do drevesa ter jih potisne na tla, kjer jih drugi zlahka ujame. Znano je, da fosa eviscerira svoj večji plen lemurja, kar je značilnost, ki skupaj z izrazitim iztrebkom pomaga prepoznati njegove ubijalce. Dolgoročna opazovanja plenilskih vzorcev fose na sifakah iz deževnega gozda kažejo, da fosa lovi v pododdelku svojega območja, dokler se gostota plena ne zmanjša, nato pa gre naprej. Poročali so, da fosa pleni domače živali, kot so koze in majhna teleta, predvsem pa kokoši. Hrana, zaužita v ujetništvu, vključuje dvoživke, ptice, žuželke, plazilce in majhne do srednje velike sesalce.
Ta široka paleta predmetov, ulovljenih v različnih habitatih deževnega gozda, je podobna raznoliki sestavi prehrane, ki se pojavlja tudi v suhih gozdovih zahodnega Madagaskarja. Kot največjemu endemičnemu plenilcu na Madagaskarju mu je ta prehranska prožnost v kombinaciji s prožnim vzorcem dejavnosti omogočila izkoriščanje široke palete niš, ki so na voljo po vsem otoku, zaradi česar je potencialna ključna vrsta za ekosisteme Madagaskarja.

### Vzreja
Fose imajo poliandrozni sistem parjenja. Večina podrobnosti o razmnoževanju v divjih populacijah je iz zahodnih suhih listopadnih gozdov; ugotavljanje, ali so nekatere od teh podrobnosti uporabne za vzhodne populacije, bo zahtevalo nadaljnje terenske raziskave. Parjenje se običajno zgodi septembra in oktobra, čeprav obstajajo poročila, da se zgodi šele decembra in je lahko zelo opazno. V ujetništvu na severni polobli se fose parijo v severni pomladi, od marca do julija. Intromisija se običajno pojavi pri drevesih na vodoravnih krakih približno 20 m od tal. Pogosto se isto drevo uporablja leto za letom, z izjemno natančnostjo glede datuma začetka sezone. Drevesa so pogosto blizu vodnega vira in imajo dovolj močne in široke veje, da podpirajo paritveni par, širok približno 20 cm. Poročali so tudi o parjenju na terenu.
Na paritvenem mestu bo kar osem samcev, ki se bodo zadrževali v neposredni bližini sprejemljive samice. Zdi se, da samica izbere samca, s katerim se pari in samci tekmujejo za pozornost samice s precejšnjo količino vokalizacije in antagonističnih interakcij. Samica se lahko odloči za parjenje z več samci in zdi se, da njena izbira partnerja nima nobene povezave s fizičnim videzom samcev. Da bi spodbudila samca, da se povzpne nanjo, izda niz mijavkajočih vokalizacij. Samec se vzpenja od zadaj in nasloni svoje telo na njo rahlo izven središča, položaj, ki zahteva občutljivo ravnotežje; če bi samica stala, bi samec imel precejšnje težave pri nadaljevanju. Tace položi na njena ramena ali jo prime okoli pasu in ji pogosto liže vrat. Parjenje lahko traja skoraj tri ure. To nenavadno dolgotrajno parjenje je posledica fizične narave samčevega pokončnega penisa, ki ima po večini svoje dolžine nazaj obrnjene bodice. Parjenje fose vključuje kopulacijsko vez, ki jo lahko okrepi samčev bodičast penis. Kopulacija z enim samcem se lahko ponovi večkrat, s skupnim časom parjenja do štirinajst ur, medtem ko lahko samec ostane s samico do ene ure po parjenju. Ena samica lahko zaseda drevo do en teden in se v tem času pari z več samci. Tudi druge samice lahko prevzamejo njeno mesto in se parijo z nekaterimi istimi samci kot tudi z drugimi. Zdi se, da je ta strategija parjenja, pri kateri samice monopolizirajo mesto in povečajo razpoložljivo število partnerjev, edinstvena med mesojedci. Nedavne raziskave kažejo, da ta sistem pomaga fosi pri premagovanju dejavnikov, ki bi običajno ovirali iskanje partnerja, kot sta nizka gostota prebivalstva in pomanjkanje brloga.
Porod zaroda od enega do šestih (običajno dva do štiri) poteka na skritem mestu, kot je podzemni brlog, termitnjak, skalna razpoka ali v duplu velikega drevesa (zlasti tiste iz rodu Commiphora). V nasprotju s starejšimi raziskavami so legla mešanih spolov. Mladiči se skotijo decembra ali januarja, kar pomeni, da brejost traja 90 dni, pri čemer poročila o poznem parjenju kažejo na gestacijsko obdobje približno šest do sedem tednov. Novorojenčki so slepi in brezzobi ter ne tehtajo več kot 100 g. Kožuh je tanek in je bil opisan kot sivo-rjav ali skoraj bel. Po približno dveh tednih se mladičem odprejo oči, postanejo bolj aktivni, njihov kožuh pa potemni v biserno sivo. Mladiči ne zaužijejo trdne hrane do treh mesecev in ne zapustijo brloga, dokler niso stari 4,5 meseca; kmalu za tem so odstavljeni. Po prvem letu so mladiči neodvisni od matere. Stalni zobje se pojavijo pri 18 do 20 mesecih. Telesna zrelost je dosežena pri starosti približno dveh let, spolna zrelost pa je dosežena šele po letu ali dveh in mladiči lahko ostanejo pri materi, dokler niso popolnoma zreli. Življenjska doba v ujetništvu je do ali več kot 20 let, verjetno zaradi počasnega razvoja mladičev.

## Človeške interakcije
Rdeči seznam IUCN je foso od leta 2008 ocenil kot »ranljivo«, saj se je velikost njene populacije med letoma 1987 in 2008 verjetno zmanjšala za vsaj 30 odstotkov; prejšnje ocene so vključevale »Ogroženo« (2000) in »Nezadostno znano« (1988, 1990, 1994). Vrsta je odvisna od gozda in jo zato ogroža obsežno uničevanje avtohtonih gozdov Madagaskarja, vendar lahko vztraja tudi na območjih z motnjami. Nabor mikrosatelitnih markerjev (kratkih segmentov DNK s ponavljajočim se zaporedjem) je bil razvit za pomoč pri študijah genetskega zdravja in populacijske dinamike tako fos v ujetništvu kot divjih. Iz fos je bilo izoliranih več patogenov, nekateri od njih, kot sta antraks in pasja kuga, naj bi jih prenašali divji psi ali mačke. O Toxoplasma gondii so poročali v ujetništvu leta 2013.[38]
Čeprav je vrsta široko razširjena, je lokalno redka v vseh regijah, zaradi česar so fose še posebej ranljive za izumrtje. Učinki razdrobljenosti habitata povečujejo tveganje. Glede na svojo velikost ima fosa nižjo gostoto prebivalstva od predvidene, ki jo dodatno ogrožajo hitro izginjajoči gozdovi na Madagaskarju in vse manjše populacije lemurjev, ki predstavljajo velik delež njegove prehrane. Izguba fose, bodisi lokalno ali v celoti, bi lahko znatno vplivala na dinamiko ekosistema, kar bi lahko povzročilo prekomerno pašo nekaterih vrst plena. Celotna populacija fose, ki živi v zavarovanih območjih, je ocenjena na manj kot 2500 odraslih, vendar je to morda precenjeno. Samo dve zavarovani območji naj bi vsebovali 500 ali več fos za odrasle: narodni park Masoala in narodni park Midongy-Sud, čeprav naj bi bili tudi ti precenjeni. Za uradno analizo sposobnosti preživetja populacije je bilo zbranih premalo podatkov o populaciji, vendar ocene kažejo, da nobeno zavarovano območje ne podpira populacije, ki je sposobna preživetja. Če je to res, lahko izumrtje fose traja celo 100 let, saj vrsta postopoma propada. Da bi vrsta preživela, je ocenjeno, da je potrebnih vsaj 555 km² za ohranitev manjših, kratkoročno sposobnih populacij in vsaj 2000 km² za populacije 500 odraslih.
Tabu, na Madagaskarju znan kot fady, nudi zaščito za foso in druge mesojede živali. V okrožju Marolambo (del regije Atsinanana v provinci Toamasina) so foso tradicionalno sovražili in se je bali kot nevarne živali. Opisana je bila kot »požrešna in agresivna«, znana po lovljenju kokoši in pujskov ter verjamejo, da »v gozd odpelje majhne otroke, ki hodijo sami«. Nekateri je ne jedo, ker se bojijo, da bo svoje nezaželene lastnosti prenesla na vsakogar, ki jo bo užival. Vendar pa žival uživajo tudi kot meso; študija, objavljena leta 2009, je poročala, da 57 odstotkov vasi (8 od 14 vzorčenih) v gozdu Makira uživa meso fose. Živali so običajno lovili s fračo, s psi ali najpogosteje tako, da so na živalske poti postavili zanke. V bližini narodnega parka Ranomafana je znano, da fosa, skupaj z več manjšimi bratranci in uvedeno majhno indijsko cibetovko (Viverricula indica), »brskajo po truplih prednikov«, ki so pokopana v plitvih grobovih v gozdu. Zaradi tega je fady strogo prepovedal uživanje teh živali. Če pa zaidejo v vasi in iščejo domačo perutnino, jih lahko ubijejo ali ujamejo v past. V bližini kokošnjakov v vasi Vohiparara so opazili pasti za majhne zveri.
Fose so občasno v ujetništvu v živalskih vrtovih. Prvič so se razmnožile v ujetništvu leta 1974 v živalskem vrtu v Montpellieru v Franciji. Naslednje leto, ko je bilo v svetovnih živalskih vrtovih le osem fos, je živalski vrt Duisburg v Nemčiji pridobil eno; ta živalski vrt je pozneje začel z uspešnim programom vzreje in večina fos v živalskih vrtovih zdaj izvira iz duisburške populacije. Raziskave duisburških fos so zagotovile veliko podatkov o njihovi biologiji.
Fossa je bila prikazana kot antagonist v DreamWorksovem animiranem filmu Madagascar iz leta 2005, imenovana "foosa" in natančno prikazana kot plenilec, ki se ga lemurji najbolj bojijo.[42]